# هيلتون إدواردز
هيلتون إدواردز (بالإنجليزية: Hilton Edwards)‏ هو مخرج وممثل أيرلندي، ولد في 2 فبراير 1903 بلندن في المملكة المتحدة، وتوفي في 18 نوفمبر 1982.

## ترشيحات
- جائزة توني لأفضل إخراج مسرحي [الإنجليزية]‏ (1966)

## وصلات خارجية
- هيلتون إدواردز على موقع IMDb (الإنجليزية)
- هيلتون إدواردز على موقع الموسوعة البريطانية (الإنجليزية)
- هيلتون إدواردز على موقع أول موفي (الإنجليزية)
- هيلتون إدواردز على موقع قاعدة بيانات برودواي على الإنترنت (الإنجليزية)
- هيلتون إدواردز على موقع قاعدة بيانات الأفلام السويدية (السويدية)
- هيلتون إدواردز على موقع ديسكوغز (الإنجليزية)
- هيلتون إدواردز على موقع قاعدة بيانات الفيلم (الإنجليزية)